# Jonny Lee Miller
Jonathan „Jonny” Lee Miller (n. 15 noiembrie 1972) este un actor britanic.

## Filmografie

### Film
| An   | Titlu                 | Rol                 | Note                |
| ---- | --------------------- | ------------------- | ------------------- |
| 1992 | Dead Romantic         | Paul                |                     |
| 1992 | Goodbye Cruel World   | Mark                | Film de televiziune |
| 1993 | Prime Suspect 3       | Anthony Field       | Film de televiziune |
| 1993 | Bad Company           | Michael Hickey      |                     |
| 1993 | Olly's Prison         | Smiler              |                     |
| 1994 | Meat                  | Charlie Dyce        |                     |
| 1995 | Hackers               | Dade Murphy         |                     |
| 1996 | Trainspotting         | Sick Boy            |                     |
| 1996 | Dead Man's Walk       | Woodrow F. Call     |                     |
| 1997 | Afterglow             | Jeffrey Byron       |                     |
| 1997 | Regeneration          | 2nd Lt. Billy Prior |                     |
| 1999 | Plunkett & Macleane   | Macleane            |                     |
| 1999 | Mansfield Park        | Edmund Bertram      |                     |
| 2000 | Love, Honour and Obey | Jonny               |                     |
| 2000 | Complicity            | Cameron Colley      |                     |
| 2000 | Dracula 2000          | Simon Sheppard      |                     |
| 2002 | The Escapist          | Denis Hopkins       |                     |
| 2003 | Byron                 | Lord Byron          |                     |
| 2004 | Mindhunters           | Lucas Harper        |                     |
| 2004 | Melinda and Melinda   | Lee                 |                     |
| 2005 | Æon Flux              | Oren Goodchild      |                     |
| 2006 | The Flying Scotsman   | Graeme Obree        |                     |
| 2009 | Endgame               | Michael Young       |                     |
| 2012 | Dark Shadows          | Roger Collins       |                     |
| 2012 | Byzantium             | The Captain         |                     |

- Settlers (2021)

### Televiziune
| An        | Titlu                     | Rol                      | Note                                  |
| --------- | ------------------------- | ------------------------ | ------------------------------------- |
| 1982      | Doctor Who                | Kinda child (uncredited) | Episodul "Kinda: Part One"            |
| 1983      | Jemima Shore Investigates | Boy with dog             | Episodul "A Little Bit of Wildlife"   |
| 1983      | Mansfield Park            | Charles Price            | 2 episoade                            |
| 1990      | Keeping Up Appearances    | Youth                    | Episodul "Daisy's Toyboy"             |
| 1991      | 4 Play                    | Dennis Turnbull          | Episodul "Itch"                       |
| 1991      | The Bill                  | Simon Cooper             | Episodul "The Sorcerer's Apprentice"  |
| 1991      | Inspector Morse           | Student                  | Episodul "Greeks Bearing Gifts"       |
| 1991      | Minder                    | Auctioneer's assistant   | Episodul "Three Cons Make a Mountain" |
| 1992      | Between the Lines         | David Ringwood           | Episodul "The Only Good Copper"       |
| 1992      | Casualty                  | Matt                     | Episodul "Tender Loving Care"         |
| 1992      | Second Thoughts           | Chas                     | Episodul "Short Change"               |
| 1993      | The Bill                  | Lee Gibson               | Episodul "Mighty Atoms"               |
| 1993      | EastEnders                | Jonathan Hewitt          | 2 episoade                            |
| 1994      | Mystery!: Cadfael         | Edwin Gurney             | Episodul "Monk's Hood"                |
| 1996      | Dead Man's Walk           | Woodrow Call             | 3 episoade                            |
| 2003      | The Canterbury Tales      | Arty                     | Episodul "The Pardoner's Tale"        |
| 2006–2007 | Smith                     | Tom                      | 7 episoade                            |
| 2008–2009 | Eli Stone                 | Eli Stone                | 26 episoade                           |
| 2009      | Emma                      | Mr. Knightley            | 4 episoade                            |
| 2010      | Dexter                    | Jordan Chase             | 8 episoade                            |
| 2012–2019 | Elementary                | Sherlock Holmes          | 63 episoade                           |

### Scenă
| An   | Titlu                         | Rol                                        | Note                      |
| ---- | ----------------------------- | ------------------------------------------ | ------------------------- |
| 1993 | Beautiful Thing               | Ste                                        | Bush Theatre              |
| 1999 | Four Knights in Knaresborough | Brito                                      | Tricycle Theatre          |
| 2004 | Festen                        | Christian                                  | Almeida Theatre           |
| 2005 | Someone Who'll Watch Over Me  | Adam                                       | Ambassadors Theatre       |
| 2009 | After Miss Julie              | John                                       | American Airlines Theatre |
| 2011 | Frankenstein                  | Victor Frankenstein Frankenstein's Monster | Royal National Theatre    |

## Legături externe
- en Johnny Lee Miller la Internet Broadway Database
- Jonny Lee Miller la Internet Movie Database